# Liselotte Gretzschel
Liselotte Gretzschel (* 4. November 1920 in Dresden; † 28. Oktober 1976) war eine deutsche Politikerin (SED). Sie war von 1971 bis 1976 Abgeordnete der Volkskammer der DDR.

## Leben
Liselotte Gretzschel wurde als Kind einer Arbeiterfamilie geboren. Nach der Volksschule absolvierte sie von 1937 bis 1939 eine kaufmännische Lehre und besuchte die Wirtschaftsoberschule. Danach war sie bis 1945 Hausfrau.
Von 1945 bis 1954 arbeitete sie zunächst als Sekretärin und Sachbearbeiterin  in der Kraftverkehrsgesellschaft des Landes Sachsen, wurde schließlich Leiterin der Bezirksstelle Dresden der Gesellschaft. Liselotte Gretzschel wurde 1946 Mitglied des Freien Deutschen Gewerkschaftsbundes (FDGB) und 1948 der Sozialistischen Einheitspartei Deutschlands (SED). Mit ihrer Einsetzung als Hauptdirektorin der Kraftverkehrsdirektion Dresden 1954 erfolgte auf der II. SED-Bezirksdelegiertenkonferenz Dresden im März 1954 ihre Wahl in die SED-Bezirksleitung Dresden. Zeitweise gehörte sie auch dem Büro der SED-Bezirksleitung an. Ein Studium an der Hochschule für Verkehrswesen „Friedrich List“ in Dresden schloss sie 1964 als Diplomingenieurökonomin ab. Von 1967 bis 1971 war sie Abgeordnete des Bezirkstages Dresden und Mitglied der Ständigen Kommission Industrie, Bauwesen und Verkehr. Mit Bildung des VEB Kraftverkehrskombinat Dresden 1971 wurde sie Hauptdirektorin des Kombinats. Im November 1971 wurde sie erstmals als Mitglied der SED-Fraktion in die Volkskammer gewählt und war auch hier im Ausschuss für Industrie, Bauwesen und Verkehr tätig.
Liselotte Gretzschel war verheiratet, Mutter von zwei Kindern und starb im Alter von 55 Jahren.

## Auszeichnungen
- Verdienstmedaille der DDR
- Vaterländischer Verdienstorden in Bronze und Silber